# Familicidio

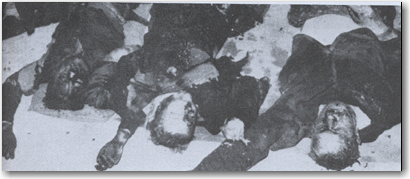
Cadáveres de los miembros de la familia Cruet, asesinados por el partido FLN durante la guerra de independencia de Argelia; 1956.

El familicidio o aniquilación familiar es un tipo de asesinato o asesinato-suicidio en el que un miembro de una familia provoca la muerte de otro o todos los miembros, usualmente el progenitor, descendencia, hermano o cónyuge (o miembros de la familia del cónyuge) del individuo. Posterior al asesinato de la víctima, el perpetrador suele suicidarse.

## Etimología y definición
El término es una palabra compuesta, compuesta del latín famīlia, y el sufijo -cidio, sufijo que deriva de la palabra «caedo» que significa «matar». En si, «familicidio» es un hiperónimo que engloba diferentes tipos de homicidios producido ente miembros de una misma familia, como es en el caso del parricidio (dentro del término también están el patricidio y el matricidio), el fratricidio, el filicidio, el senicidio, el mariticidio y el uxoricidio.
A diferencia de otros tipos de asesinato de masas como un asesinato masivo o una masacre, el familicidio se diferencia ya que el perpetrador produce la muerte de familiares y personas conocidas dentro de la familia en vez de gente desconocida para el perpetrador; presentando una diferente psicodinámica y psiquiatría significativa, debido a la proximidad del perpetrador con las víctimas de un familicidio.